# Hypobathrum lancifolium
Hypobathrum lancifolium är en måreväxtart som beskrevs av Mulyan. och Colin Ernest Ridsdale. Hypobathrum lancifolium ingår i släktet Hypobathrum och familjen måreväxter. Inga underarter finns listade i Catalogue of Life.